# Villa Rustica (Engleton)
Bei Engleton Hall (Grafschaft Staffordshire, in England) konnten 1937 die Reste einer römischen Villa rustica ausgegraben werden. Sie liegt am Penk, circa 400 Meter südlich der Watling Street und in der Nähe des antiken Ortes Pennocrucium. Wegen der Stadtnähe ist vermutet worden, dass in der Villa ein hoher städtischer Beamter residierte.
Die Villa hatte an der Frontseite (im Westen) zwei gerundete Eckrisalite und dazwischen eine Art Veranda mit Säulen. Im Süden, an der Rückseite, fanden sich Reste eines Badetraktes. Zumindest das Tepidarium wurde durch ein Hypokaustum geheizt. Ein Hypokaustum fand sich auch in dem nördlichen der Eckrisalite, während der südliche Risalit nicht beheizbar war. Es konnten drei Bauphasen unterschieden werden. Vor allem das Bad scheint ein späterer Anbau zu sein, da es nicht innerhalb des eigentlichen Baukörpers der Villa liegt, sondern im hinteren Teil angebaut ist. Der älteste Bau der Villa datiert ins zweite Jahrhundert. Die Villa war bis in das vierte Jahrhundert bewohnt.